# Pipistrellus ceylonicus
Pipistrellus ceylonicus es una especie de murciélago de la familia Vespertilionidae.

## Distribución geográfica
Se encuentra en Brunéi China, India Indonesia Malasia, Birmania, Pakistán, Sri Lanka y Vietnam.